# Max Minsky und ich
Max Minsky und ich ist ein deutscher Kinder- und Jugendfilm der Regisseurin Anna Justice aus dem Jahr 2007. Die Literarische Vorlage „Prinz William, Maximilian Minsky und ich“ sowie das Drehbuch sind von Holly-Jane Rahlens. Produziert wurde der Film von Maria Köpf. Max Minsky und Ich ist ein Film der X-Filme-Creative-Pool-Produktion. Am 6. September 2007 lief der Film erstmals im Kino.

## Handlung
Die 13-jährige Nelly Edelmeister ist ein sehr intelligentes Mädchen. Sie interessiert sich sehr für Bücher, den Weltraum und den luxemburgischen Prinzen Edouard. Im Leben ihrer Mutter Lucy, einer Jüdin aus New York, dreht sich gerade alles um die Vorbereitungen der Bat-Mizwa-Feierlichkeiten ihrer Tochter. Diese jedoch interessiert sich wenig für Religion; sie schenkt ihre Aufmerksamkeit etwas ganz anderem, der Liebe. Als sie erfährt, dass die Basketballmannschaft ihrer Schule nach Luxemburg, unter der Schirmherrschaft von Prinz Edouard, eingeladen worden ist, beschließt sie, so mit ihrem Angebeteten in Kontakt zu kommen. Da Nelly aber eine Niete in Basketball ist, muss sie sich etwas überlegen. Sie geht einen Deal mit dem Nachbarsjungen Max Minsky ein, welcher ein absolutes Talent in Basketball ist, in den restlichen Schulfächern jedoch nicht. Sie gibt ihm das Geld, welches ihr ihre Mutter für die Nachhilfe gibt und macht seine Hausaufgaben – dafür bringt er ihr Basketball bei. Durch die viele Zeit, die Nelly beim Basketball verbringt, vernachlässigt sie ihre Bar-Mizwa-Vorbereitungen, bekommt Probleme mit dem Rabbi und enttäuscht so ihre Mutter sehr. Außerdem beginnt Max’ Mutter, Melissa, eine Affäre mit Nellys Vater, Benny. Doch auch Max und Nelly werden Freunde.

## Kritiken
- „„Max Minsky und ich“, ist ein wunderschöner Film für Kinder und Jugendliche, der mit viel Humor über Pubertät, Generationskonflikte und das Erwachsenwerden erzählt.“ Filmeblog[5]

- „Die zauberhafte Geschichte einer zielbewussten, strebsamen 13jährigen kommt auch ohne viel Action wunderbar aus. Wie energisch Nelly alles daran setzt, um ihr Ziel, nämlich ihren Traumprinzen zu treffen, zu erreichen – beeindruckt und vermittelt, dass es sich lohnt, an eine Sache zu glauben. Diese Literaturverfilmung mit beeindruckenden jungen Schauspielern bietet eine bunte Mixtur aus: ein bisschen erste Liebe, wahre Freundschaft, Familienzusammenhalt, jüdisches Leben in Berlin, Trennungskind-Problematik, Mobbing an der Schule und Erwachsenwerden.“ FBW-Pressetext[6]

- „Nach Holly-Jane Rahlens preisgekröntem Kinderbuch hat Regisseurin Anna Justice einen bezaubernden Kinderfilm gedreht. Einer, der von Freundschaft, Schwärmerei und erster Liebe erzählt, von Eigensinn und Durchsetzungsfähigkeit und, ganz nebenbei und wunderbar selbstverständlich, auch vom Jüdischsein in Berlin.“ Christina Tilmann, Der Tagesspiegel, Berlin[7]

## Auszeichnungen
- Filmfestival Sarajevo 2007: Publikumspreis der Sektion Teenarena[8]
- Hauptpreis des Amsterdamer Media-Festivals für die Jugend (Cinekid) 2007[3]
- 2008: Internat. Kinder Film Festival Montréal: Großer Preis der Kinderjury[3]
- 2008: Black Nights Film Festival Tallinn: Bester Kinderfilm[3]
- 2008: Kinderfilmpreis Der weiße Elefant[5]
- 2008: Internat. Kinder- und Jugend-Film Festival Zlín: Milos Macourek Preis[3]